# الشويمرة (ليبيا)
الشويمرة
قرية ساحلية صغيرة تقع شرق طبرق بنحو 100 كيلومتر، وتتبع إداريا لبلدية بئر الأشهب. 
تقع على الطريق الساحلي الممتد من رأس عزاز ثم أم ركبة من الشرق ثم قرية ربيع من الغرب
يمر بالمنطقة الوادي المعروف بوادي الشويمرة ويتميز بطبيعته الخلابة. 